# Hokus Pokus
Hokus Pokus (br.: Mágicas Idiotas) é um filme estadunidense curta-metragem de 1949 dirigido por Jules White. É o 115º filme de um total de 190 da série com os Três Patetas produzida pela Columbia Pictures entre 1934 e 1959.

## Enredo
Os Três Patetas são colocadores de cartazes de parede e querem ajudar sua vizinha inválida Mary (Mary Ainslee), que sempre usa uma cadeira de rodas. O que o trio não sabe é que a mulher é saudável e que simula a deficiência para ganhar uma indenização de 25 mil dólares de uma seguradora e quer que os Patetas sejam suas testemunhas. Quando colam cartazes de um hipnotizador, Svengarlic, Shemp diz que deveriam pedir a ele para hipnotizar Mary para ver se consegue curá-la. Enquanto isso, Svengarlic conversa com seu empresário e tem a ideia de fazer um grande número em público para atrair a audiência para seu espetáculo. Ao ver os Patetas, ele os hipnotiza e os manda subirem num mastro de bandeira no alto de um prédio. Quando acordam e veem que estão naquela altura, eles perdem o equilíbrio e o mastro quebra, fazendo com que atravessem a janela do apartamento de Mary. Com o susto ela se levanta da cadeira de rodas e o homem da seguradora (Vernon Dent) descobre o golpe.